# Свети Илия (Велгощи)
„Свети Илия“ (на македонска литературна норма: „Свети Илија“) е православна манастирска църква в охридското село Велгощи, Северна Македония, част от Охридското архиерейско наместничество на Дебърско-Кичевската епархия на Македонската православна църква – Охридска архиепископия.

## Местоположение
Манастирът се намира на около 1 километър североизточно от селото на една високо плато. Църквата се отвяра два пъти годишно – на Гергьовден и на Илинден. На Гергьовден идват велгощани, а на Илинден на излет идват и от околните села. От манастира има прекрасна гледка към Охрид и той е едно от любимите места за излет на велегощани.

## История
Манастирската църква е изградена в 1937 година. Манастирът е изграден върху основите на по-стара църква от ΧΙΧ век. Стенописите и иконостасът са изработени в 1946 година от дебърския зограф Рафаил Кръстев от село Лазарополе. Църквата е обновена в 1970 година и допълнитело изписана от Марян Ристески от село Велгощи. Над вратата от вътрешната страна на църквата има следният надпис:
| „ | По иницијатива на покојнија Алексо Стефанов Шокаров од село Велгоште подагнат је овај храм во 1937 година, а по иницијатива на сегашнија енориски свештеник во село Велгоште Леонид Јованов Трпенов изработени се: иконостасот живописот на иконостасот и живописот на црковниот зид во 1946 година. Иконописец Рафе Крстев Коловски от село Лазарополе. Манастирско настојатељство: Игумен Леонид Јованов Трпенов, свештеник Стамен Алексов Кароски учитељ, Андон Јованов Шапкаров манст. благаіник, Илија Димов Китрозоски член, Георги Марков Шивакоски член, Јонче Балоски и Ангеле Јованоски Митрески членови. Црквата е обновена во 1970 година со полош на населението на село Велгошти а по иницијатива на црковниот одбор: игумен Исак Смакоски, црк. благајник Славе Буџакоски. Поновиот живопис е работен во 1996/то лето Господово од Марјан Ристески од с. Велгошти | “ |